# 海部おろし

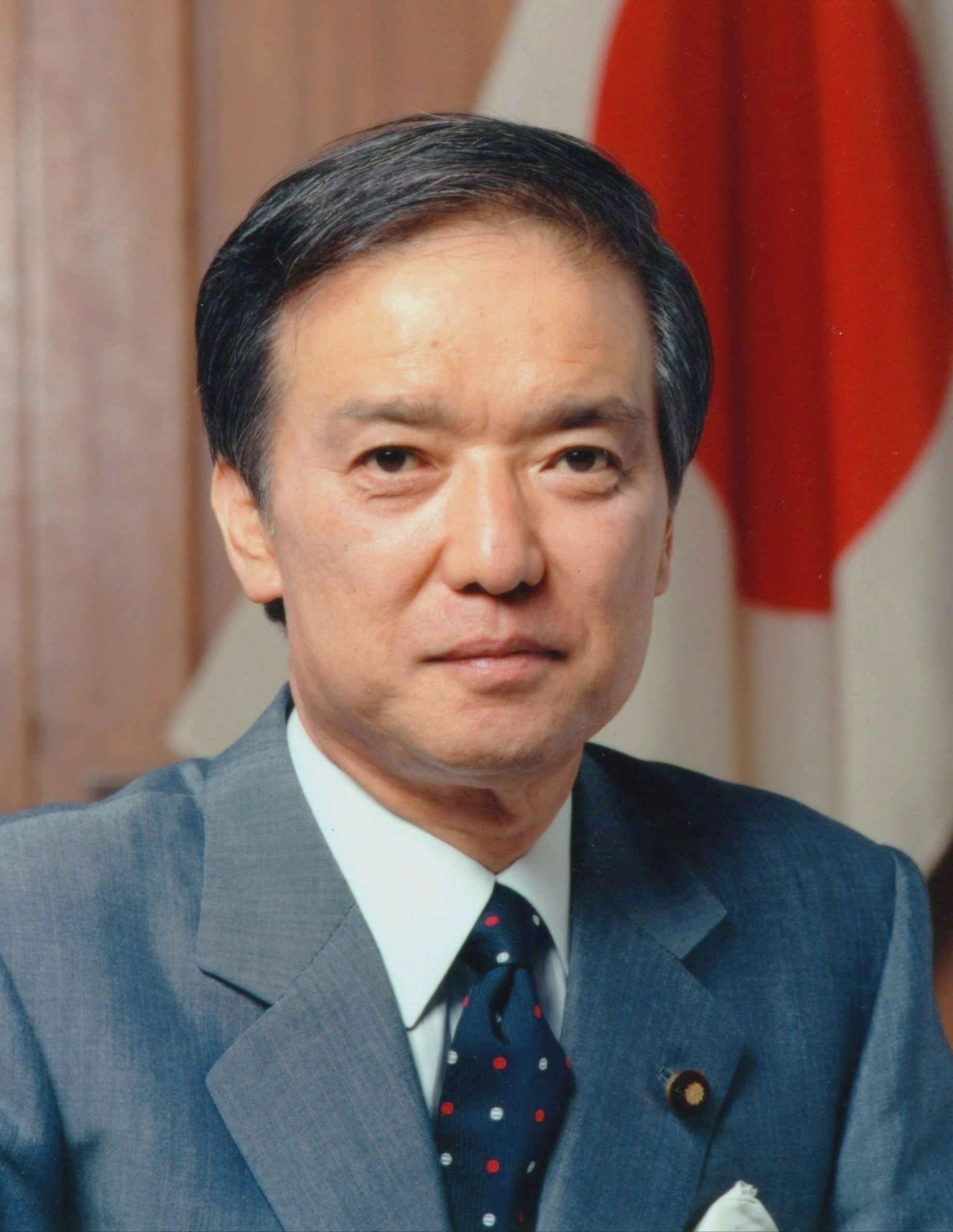
海部俊樹

海部おろし（かいふおろし）とは、1991年に政治改革関連法案を巡って海部俊樹首相を退陣させた自由民主党内の倒閣運動。

## 経緯
リクルート事件と宇野宗佑首相の女性スキャンダルにより自民党は1989年の参院選で大敗。有力候補がリクルート事件で謹慎を強いられる中、いわば消去法で首相に就いた海部は弱小派閥の河本派出身のため党内基盤が弱く、竹下派からの支持に大きく依存していた。海部政権は1990年の衆院選で与党の安定多数を確保して自民党の退潮の流れを食い止めるが、これをリクルート事件の「みそぎ」として各派の領袖は再び自らの政権獲得を狙うようになった。1991年に入ると、同年10月の総裁選を巡るせめぎ合いが始まったが、海部自身も自らの使命として「政治改革」の導入に意欲を燃やすようになり、それが自民党の権力闘争と絡んで政局の火種となっていく。
衆議院への小選挙区制の導入を柱とする政治改革法案を処理するには、当時はねじれ国会のため野党の一部からの賛成を取りつけなければ法案が参議院を通過しない状況であった上に、野党のみならず与党でも少なからぬ議員が自らの議員としての将来を左右する選挙制度改革に消極的であったため、法案の成立は困難とみられていた。しかし、世論の支持を前提として他派から担がれている海部としては、この世論の支持を繋ぎ止める上で、政治改革の実現は譲れない線であった。
1991年9月25日、自民党で影響力を持っていた竹下派会長の金丸信は、同年秋の党総裁選に向けて「海部続投」を示唆。同年9月30日、政治改革法案が自民党内の意見がまとまらず衆議院政治改革特別委員長だった小此木彦三郎は審議日数の不足を理由に廃案にすることを提案し、与野党理事が合意した。政治改革法案廃案は海部の知らないところで行われる結果となった。
それを受け、海部は党四役らとの緊急会議で「重大な決心で臨む」「重大な気持ちでやっていく」といった内容の発言を「重大な決意で臨む」と置き換えられて報道された。これは衆議院の解散総選挙を匂わせる発言であった。「伝家の宝刀」の異名を持つ解散権は首相の権限と認識されていた。その場に同席していた内閣官房副長官の大島理森は「『重大な決意』と言ったか『重大な思いで』と言ったか記憶が定かではない。ただ『重大』という言葉は使った。言葉が一人歩きするだろうな、と思った」と後に回想している。金丸信は「重大な決意とは何だ。重大な決意という以上、当然、解散やったらいいじゃないか」と海部に通牒した。しかし、自民党内では以前から政治改革関連法に反対していた宮澤派・三塚派・渡辺派はこの発言に反発した。与野党国対委員長会談で継続審議と衆議院議長のもと与野党協議機関を設立することが拒否されると海部は衆議院解散を決意した。しかし、反対派の結束に孤立を恐れた竹下派親小沢勢力までも反対を表明し海部の求心力は無くなった。海部は解散に踏み切ることが出来ず、廃案の責任を取る形で自由民主党総裁の任期満了をもって内閣総辞職した。

## その他
- 海部内閣の支持率は、湾岸戦争等の影響で下落した時期があったもののその後回復し、「海部おろし」の前後には50％を超えていた[5]。その上国会で圧倒的多数の与党の党首でありながら、身動きもとれず辞任に追い込まれるという異様な事態を、冨森叡児は「これほど、無力の、無惨な総理は日本の憲政史上も例を見ない」と表現した[6]。
- 1976年、海部の師匠格に当たる三木武夫が首相の時、倒閣運動（三木おろし）が起こった際に衆議院解散構想があったが、海部は内閣官房副長官として三木おろしと衆議院解散構想と解散断念を目の当たりにしていた。15年後、海部が首相となり、師匠の三木と同じく党内反発から解散を考える政局になったが、結局、三木と同じく解散できなかった。